# باشماک‌لی (بتلیس)
باشماک‌لی (به ترکی استانبولی: Başmaklı) یک منطقهٔ مسکونی در ترکیه است که در بیتلیس واقع شده‌است. باشماک‌لی ۲۷۴ نفر جمعیت دارد.